# Tafese Seboka
Tafese Seboka, né le 29 septembre 1993, est un athlète éthiopien, spécialiste du 3 000 m steeple.

## Palmarès
| Date | Compétition            | Lieu       | Résultat | Épreuve         | Temps         |
| ---- | ---------------------- | ---------- | -------- | --------------- | ------------- |
| 2012 | Championnats d'Afrique | Porto-Novo | 5e       | 3 000 m steeple | 8 min 26 s 33 |
| 2014 | Championnats d'Afrique | Marrakech  | 7e       | 3 000 m steeple | 8 min 46 s 90 |
| 2017 | Championnats du monde  | Londres    | 8e       | 3 000 m steeple | 8 min 23 s 02 |

## Records
| Épreuve         | Performance   | Lieu    | Date         |
| --------------- | ------------- | ------- | ------------ |
| 3 000 m steeple | 8 min 13 s 22 | Hengelo | 11 juin 2017 |